# LU de la Vela
LU de la Vela (LU Velorum) és un sistema estel·lar en la constel·lació de la Vela. Es troba a 50,4 anys llum del sistema solar.

## Característiques
LU de la Vela és una estrella binària les components de la qual són dos nanes vermelles iguals de tipus espectral M3.5V. Tenen una temperatura efectiva de 3.260 K i una massa equivalent al 36% de la massa solar. Més petites que el Sol, el seu radi pot ser d'aproximadament 0,4 radis solars. Conjuntament, la seva lluminositat equival al 5% de la lluminositat solar.
El període orbital d'aquesta binària és de 1,8766 dies, sent el semieix major de l'òrbita de 0,026 ua. Malgrat que el pla orbital està inclinat 82º respecte al pla del cel, LU de la Vela no és una binària eclipsant.

## Variabilitat
LU de la Vela apareix catalogada com estrella fulgurant, havent-se observat una variació de brillantor de més de dues magnituds. D'altra banda, sembla cromosfèricament activa de manera que també és una variable BY Draconis. Emet energia en forma de raigs X, sent la seva lluminositat en aquesta regió de l'espectre 0,018×1024 W.